# 9 người mất tích
9 người mất tích (Hangul: 미씽나인; tiếng Anh: Missing Nine) là một bộ phim truyền hình Hàn Quốc với diễn viên chính là Jung Kyung-ho và Baek Jin-hee. Bộ phim là một tác phẩm về một vụ tai nạn máy bay có vấn đề dẫn đến sự biến mất của chín người và xoay quanh những ngôi sao K-pop lỗi thời và những ngôi sao nổi tiếng tự cung tự cấp tại một hòn đảo không có người ở như một nhân chứng phỏng vấn với phóng viên hàng ngày. Missing 9 được phát sóng trên MBC vào mỗi thứ tư và thứ năm lúc 22:00 (KST) từ ngày 18 tháng 01, 2017. Phim được mua bản quyền và phát sóng trên kênh VTV3 và một số kênh khác tại Việt Nam với tên gọi Thần tượng mất tích và với thời lượng 45 phút/tập.

## Nội dung
Bộ phim xoay quanh sự biến mất của chín hành khách do một vụ tai nạn máy bay bất ngờ, trong đó có nhiều gương mặt lớn của làng giải trí. Với hoàn cảnh hiện tại như vậy, bộ mặt thật và bản năng của họ sẽ lộ ra.

## Diễn viên

### Vai chính
- Jung Kyung-ho vai Seo Joon-oh[12]

Một ngôi sao không mấy thành công và đã phải trải qua nhiều khó khăn. Anh đã từng là một nhóm trưởng của một nhóm nhạc, nhưng hình ảnh của anh đã bị hủy hoại và trở thành một ngôi sao hạng D.
- Baek Jin-hee vai Ra Bong-hee[13]

Stylist mới Joonoh, người đã bỏ nhà để theo đuổi ước mơ của mình tại Seoul. Ngày làm việc đầu tiên của cô kết thúc trên vụ tai nạn máy bay và bị lạc trên một hòn đảo không có người ở cùng với 9 người khác. Sau bốn tháng, cô được biết đến như là người sống sót duy nhất và nhân chứng duy nhất xung quanh vụ tai nạn.

### Diễn viên phụ

#### Những người cùng mất tích

Sơ đồ mối quan hệ các nhân vật trong "9 người mất tích"

- Oh Jung-se vai Jung Ki-joon[14]

quản lý của Joonoh - người đã trung thành với ông trong suốt năm qua. Ông là người duy nhất biết về Jiah, và chăm sóc cô từ xa.
- Choi Tae-joon vai Choi Tae-ho[15]

Ông là tay bass của ban nhạc Dreamers và là đối thủ Joon-woo. Sau khi tan rã, anh trở thành một diễn viên. Ông là người tình bí mật Ji-ah và được biết đến như là một kẻ gây rối.
- Lee Sun-bin vai Ha Ji-ah[16][17]

Người nổi tiếng và thành công nhất trong Legend Entertainment. Cô là người có tính cách trung thực và có sức thu hút, nhưng cô có một bí mật sâu trong mình mà không ai biết đến.
- Park Chan-yeol vai Lee Yeol[17]

Anh là tay trống và là khuôn mặt đại diện của ban nhạc Dreamer. Sau sự tan rã của ban nhạc, anh phát triển kỹ năng sáng tác của mình và đã thành công dưới danh một nghệ sĩ solo. Anh có tính cách thân thiện, anh giúp mọi người vui vẻ bằng cách thể hiện tài năng của mình trong suốt vụ tai nạn.
- Kim Sang-ho vai Hwang Jae-Guk

Giám đốc của Legend Entertainment. Anh quyết định giải tán Dreamers vì quá thất vọng về Joon-woo.
- Tae Hang-ho vai Tae Ho-hang[18]

Thư ký giám đốc của Legend Entertainment. Ông trở thành một nhân chứng của một sự kiện quan trọng trong các hòn đảo hoang, và bị giằng xé giữa lương tâm và nỗi sợ hãi.
- Ryu Won vai Yoon So-hee[19]

Biết là nữ thần diễn viên, cô là một Huyền thoại giải trí và có một ý thức mạnh mẽ về trách nhiệm.

#### Những người liên quan đến 9 người mất tích
- Yang Dong-geun vai Yoon Tae-yeong

Một công tố viên, anh giấu danh tính của mình dưới cái chết của em gái mình.
- Song Ok-sook vai Jo Hee-kyung

Các chủ tịch của ủy ban điều tra.
- Min Sung-wook vai điều tra viên Oh
- Bang Eun-hee vai mẹ Bong-hee

#### Những người khác trong công ty giải trí Legend
- Kim Beop-rae vai Jang Do-pal

Chủ tịch Legend Entertainment.
- Yoon Je-ok vai Shin Jae-hyun

Một thành viên cũ của Dreamers đã nhảy lầu tự sát vì áp lực mấy năm trước.

### Khác
- Kwon Hyuk-soo vai Jo Geom-sa.
- Cao Lu vai Cai Ming, thành viên của nhóm nhạc nữ Blue Angel đến từ trung quốc
- Kan Mi-youn
- Zhang Yu'an
- Park Yeong-soo
- Lee Jae-ok vai Entertainment Program PD.
- Park Seul-gi vai MC.

### Khách mời
- Song Yeong-jae vai người lính (Ep. 1)
- Choi Jong-hoon vai người lính (Ep. 1)
- Baek Bong-ki vai người lính (Ep. 1)
- Jun Won-joo (Ep.1)
- Park Hee-jin vai giáo viên

## Sản xuất
Tên đầu tiên của bộ phim là Gaia, sau đó thay đổi thành Picnic, và cuối cùng là Missing 9. Nội dung phim được viết bởi Kim Ban-di, và được sửa đổi bởi Han Jung-hoon. Kang Ha Neul được mời vào vai nam chính nhưng từ chối do lịch trình. Kwon Yu-ri, Lee Hye-ri và Jung Yu-mi đều được mời các vai nữ chính, nhưng cũng từ chối.
Lần đọc kịch bản đầu tiên diễn ra vào ngày 14 Tháng 10 năm 2016 tại Trạm phát thanh MBC ở Sangam, Seoul, Hàn Quốc.

## Nhạc phim

### OST Phần 1
(một phần của SM Station)
| STT              | Nhan đề                                                   | Phổ lời          | Phổ nhạc         | Ca sĩ            | Thời lượng |
| ---------------- | --------------------------------------------------------- | ---------------- | ---------------- | ---------------- | ---------- |
| 1.               | "When My Loneliness Calls You" (나의 외로움이 널 부를 때) | Jo Dong-hee      | Jo Dong-ik       | Punch            | 05:09      |
| 2.               | "When My Loneliness Calls You" (Radio Edit)               | Jo Dong-hee      | Jo Dong-ik       | Punch            | 04:23      |
| 3.               | "When My Loneliness Calls You" (Inst.)                    |                  | Jo Dong-ik       |                  | 05:09      |
| Tổng thời lượng: | Tổng thời lượng:                                          | Tổng thời lượng: | Tổng thời lượng: | Tổng thời lượng: | 14:41      |

## Rating
- Trong bảng dưới đây, số màu xanh thể hiện cho đánh giá thấp nhất và số màu đỏ thể hiện cho đánh giá cao nhất.

| Tập        | Ngày                | Người xem trung bình | Người xem trung bình | Người xem trung bình | Người xem trung bình |
| Tập        | Ngày                | TNmS Ratings         | TNmS Ratings         | AGB Nielsen          | AGB Nielsen          |
| Tập        | Ngày                | Toàn quốc            | Vùng thủ đô Seoul    | Toàn quốc            | Vùng thủ đô Seoul    |
| ---------- | ------------------- | -------------------- | -------------------- | -------------------- | -------------------- |
| Đặc biệt   | 12 Tháng 1, 2017    | 2.5%                 |                      | 2.7%                 |                      |
| 1          | 18 Tháng 1, 2017    | 5.6%                 | 6.4%                 | 6.5%                 | 6.9%                 |
| 2          | 19 Tháng 1, 2017    | 5.5%                 | 5.7%                 | 5.8%                 | 6.4%                 |
| 3          | 25 tháng 1 năm 2017 | 4.6%                 | 5.5%                 | 4.7%                 | 5.6%                 |
| 4          | 26 tháng 1 năm 2017 | 6.0%                 | 7.0%                 | 5.3%                 | 6.3%                 |
| 5          | 01 tháng 2 năm 2017 | 5.3%                 | 5.6%                 | 4.8%                 | 5.1%                 |
| 6          | 02 tháng 2 năm 2017 | 6.2%                 | 6.3%                 | 4.8%                 | 4.9%                 |
| 7          | 08 tháng 2 năm 2017 | 5.8%                 | ???                  | 3.8%                 | 4.8%                 |
| 8          | 09 tháng 2 năm 2017 | 4.6%                 | ???                  | 4.4%                 | 5.4%                 |
| 9          | 15 tháng 2 năm 2017 | 4.7%                 | 5.1%                 | 4.0%                 | 4.4%                 |
| 10         | 16 tháng 2 năm 2017 | 4.8%                 | 5.7%                 | 4.3%                 | 5.2%                 |
| 11         | 22 tháng 2 năm 2017 | 5.1%                 | 5.5%                 | 4.1%                 | 4.5%                 |
| 12         | 23 tháng 2 năm 2017 | 5.8%                 | 6.0%                 | 4.6%                 | 4.8%                 |
| 13         | 01 tháng 3 năm 2017 |                      |                      |                      |                      |
| 14         | 02 tháng 3 năm 2017 |                      |                      |                      |                      |
| 15         | 08 tháng 3 năm 2017 |                      |                      |                      |                      |
| 16         | 09 tháng 3 năm 2017 |                      |                      |                      |                      |
| Trung bình |                     |                      |                      |                      |                      |
|            |                     |                      |                      |                      |                      |

## Phát sóng tại Việt Nam
Tại Việt Nam, bộ phim được phát sóng với tên gọi Thần tượng mất tích.
| Tên kênh                                       | Thời gian phát sóng (ngày)         | Giờ phát sóng                           | Ghi chú                |
| ---------------------------------------------- | ---------------------------------- | --------------------------------------- | ---------------------- |
| VTV3                                           | 11 tháng 11 - 19 tháng 12 năm 2019 | 22:30 thứ 2 - thứ 3 22:40 thứ 4 - thứ 5 | Thuyết minh tiếng Việt |
| THTG (Đài Phát thanh - Truyền hình Tiền Giang) | 6 tháng 5 năm 2020 - nay           | 21:35 Chủ nhật - thứ 6 tuần kế tiếp     |                        |

## Liên kết
- Trang chủ chính thức tại MBC
- 9 người mất tích h tại hancinema
- 9 người mất tích tại Daum
- 9 người mất tích tại Naver